# 三郷市立戸ヶ崎小学校
三郷市立戸ヶ崎小学校（みさとしりつ とがさきしょうがっこう）は、埼玉県三郷市戸ヶ崎三丁目にある市立小学校。

## 概要
三郷市の戸ヶ崎地区にある小学校である。明治6年に開校しており、三郷市内の小学校の中で最も古い学校となっている。

## 沿革
- 1873年（明治6年）4月15日 - 開智小学校と称し、戸ヶ崎村常楽寺に創設される。(開校記念日)
- 1904年（明治37年）6月1日 - 戸ヶ崎村大字戸ヶ崎2339番地(現埼玉さくら幼稚園付近)に校舎完成。
- 1947年（昭和22年）3月1日 - 校名を東和村立東和西小学校と改称する。
- 1956年（昭和31年）9月30日 - 町村合併により、三郷村が設置され、校名を三郷村第三小学校と改称する。
- 1966年（昭和41年）3月24日 - 現在地に新校舎(現第一校舎)を建設して移転。
- 1972年（昭和47年）5月3日 - 市制施行により、校名を三郷市立第三小学校と改称する。
- 1974年（昭和49年）4月1日 - 校名を三郷市立戸ヶ崎小学校と改称する[1]。

## 通学区域
- 戸ヶ崎一丁目
- 戸ヶ崎三丁目（1番地から135番地まで、146番地1、149番地から151番地まで、152番地1、152番地7、166番地3、168番地から282番地まで、285番地1、286番地1、287番地1）
- 戸ヶ崎（2306番地、2316番地から2322番地14まで、2329番地から2338番地まで、2342番地から2345番地まで、2347番地から2365番地15まで、2367番地から2488番地4まで、3285番地から3286番地、3301番地から3302番地まで）
- 栄三丁目（185番地から191番地2まで）
- 栄五丁目（1番地から255番地まで、267番地から274番地まで、281番地1から379番地まで）[2]

## 進学先中学校
- 三郷市立栄中学校、三郷市立前川中学校（番地によって異なる）